# Фиат-Ансалдо A.120
Фиат-Ансалдо A.120 је италијански једномоторни, једнокрили парасол, двоседи извиђачки авион пројектован у фирми Ансалдо 1920. године. Када је Фиат купио фирму Ансалдо, 1925. године почиње производња овог модела под фирмом Фиат-а

## Пројектовање и развој
Авион Фиат-Ансалдо А.120 је почео да се пројектује 1920. године у фирми Ансалдо а на бази добрих особина авиона А.115 и Девоатин D.1 и D.9. Направљена су два прототипа један са мотором Лоран 12Db а други са Фиат А.20А. Пошто је 1926. године Ансалдо припојен Фиат групи, извршена је модернизација авиона и уграђен мотор Фиат А.22Т. Такав авион је ушао у серијску производњу. Авион се у литератури може наћи или под именом Ансалдо А.120 или као Фиат-Ансалдо А.120.

## Технички опис
Труп авион је правоугаоног попречног пресека са заобљеном горњом површином. Носећа конструкција је просторна решетка направљена о заварених челичних цеви, док коначан облик трупа формирају попречна ребра. Предњи део авиона где је смештем мотор се обложен алуминијумским лимом а остали део трупа је обложен импрегнираним обојеним платном. У трупу са налазе два кокпита смешених један иза другог тандем распоред. У предње се налази пилот који има све инструменте и  управљачки систем неопходан за сигуран лет. У другом кокпиту седи извиђач који има митраљез неопходан за одбрану авиона из задње сфере. На труп су са горње стране причвршћена крила а са доње сртране стајни трап.
За стандардни модел авиона користио се мотор Фиат А.22 Т. То је био  12-цилиндрични са V распоредом и течношћу хлађени мотор снаге 550 KS (405 kW), смештен у предњи део трупа, затворен металном хаубом. На вратилу мотора је причвршћена двокрака дрвена елиса фиксног корака. Хладњак расхладне течности мотора се налази између мотора и елисе, док се хладњак уља налази испод мотора.
Крила су мешовите конструкције са две рамењаче, релативно су танког профила, обложена платном. Облик им је готово правоугаони. На средини крила изнад кабине пилота, крило је полукружно исечено како би пилот имао бољу прегледност.  Конфигурација крила је била  високо постављено парасол крило подупрто са два пара косих упорница (по две упорнице са сваке стране крила). Упорнице су половине крила повезивале са подом трупа авиона. 
Репне површине се састоје од вертикалног и два хоризонтална стабилизатора, кормила правца и два кормила дубине. Сви ови елементи имају металну носећу конструкцију и облогу од платна. Хоризонтални стабилизатори су са доње стране подупрти металним косим упорницама које се ослањају на доњу страницу трупа.
Стајни трап је фиксан, класичан и веома једноставан. Монтиран је на цевасту конструкцију испод трупа, опремљен точковима великог пречника са пуним гумама. Точкови се налазе на крутој осовини. Испод репа авиона се налази еластична дрљача.

## Наоружање
Авион може бити наоружан са 3 митраљеза један или два фиксни који гађају кроз обртно поље елисе а трећи покретан на обртној рундели другог кокпита. Број митраљеза дефинише купац. У кабини осматрача може се сместити неколико лаких бомби.
| Наоружање авиона: Фиат-Ансалдо |        |
| Ватрено (стрељачко) наоружање  |        |
| Топ                            |        |
| Митраљез                       |        |
| Број и ознака митраљеза        | 1 до 3 |
| Калибар                        | 7,7    |
| Бомбардерско наоружање (бомбе) |        |
| Ракетно наоружање (ракете)     |        |

## Верзије
- A.120 - прототип са мотором Lorraine 12Db (произведено 2 ком.)
- A.120bis - модел са мотором FIAT A.20
- A.120Ady - дефинитивна производна верзија са мотором FIAT A.22 (направљено 57 ком.)
- A.120R - модел направљен за аустријску војску (направљено 6 ком.)

## Оперативно коришћење
У периоду од 1926. до 1928. године произведено је укупно 77 авиона Фиат-Ансалдо А.120. Италијанско краљевско ратно ваздухопловство је користило овај авион као извиђач у периоду између два рата. Поред овога авион је продат Аустријском (6) и Литванском ваздухопловству (12) која су их користила за исту намену. У Литванији овај авион је коришћен све до 1940. године.

## Земље које су користиле овај авион
- Аустрија
- Краљевина Италија
- Литванија